# میگوی رنگی‌پوش سولاوسی
میگوی رنگی‌پوش سولاوسی (نام علمی: Caridina woltereckae) نام یک گونه از فروراسته میگوهای اصلی است.